# Campeonato Português de Hóquei em Patins de 1979–80
O Campeonato Português de Hóquei de Patins de 1979-80 foi a 40.ª edição do principal escalão da modalidade em Portugal.
O SL Benfica voltou a ser campeão nacional pela 14.ª vez na história, este sendo o segundo consecutivo algo que não acontecia desde 1968.

## Equipas Participantes
| Zona Norte           | Zona Norte          |                     | Zona Sul      | Zona Sul |
| Equipa               | Localidade          | Equipa              | Localidade    |          |
| -------------------- | ------------------- | ------------------- | ------------- | -------- |
| FC Porto             | Porto               | SL Benfica          | Lisboa        |          |
| UD Oliveirense       | Oliveira de Azeméis | Sporting CP         | Lisboa        |          |
| Infante de Sagres    | Porto               | GD Sesimbra         | Sesimbra      |          |
| AD Valongo           | Valongo             | AD Oeiras           | Oeiras        |          |
| CH Carvalhos         | Pedroso             | Parede FC           | Parede        |          |
| Riba de Ave HC       | Riba de Ave         | GDS Cascais         | Cascais       |          |
| Académica de Espinho | Espinho             | Juventude Salesiana | Estoril       |          |
| GD Relógios Invicta  | Porto               | Belenenses          | Lisboa        |          |
| AD Sanjoanense       | São João da Madeira | Alenquer e Benfica  | Alenquer      |          |
| Juventude de Viana   | Viana do Castelo    | CD Paço de Arcos    | Paço de Arcos |          |

## Classificação

### 1.ª Fase

#### Zona Norte
| Pos | Equipa               | J  | V  | E | D  | GM  | GS  | Diff | Pts | Qualificação/Despromoção |
| --- | -------------------- | -- | -- | - | -- | --- | --- | ---- | --- | ------------------------ |
| 1   | FC Porto             | 18 | 14 | 3 | 1  | 111 | 43  | +68  | 49  | Apuramento do Campeão    |
| 2   | UD Oliveirense       | 18 | 11 | 4 | 3  | 86  | 56  | +30  | 45  | Apuramento do Campeão    |
| 3   | AD Sanjoanense       | 18 | 9  | 6 | 3  | 83  | 47  | +36  | 42  | Apuramento do Campeão    |
| 4   | AD Valongo           | 18 | 9  | 3 | 6  | 50  | 43  | +7   | 39  | Apuramento do Campeão    |
| 5   | GD Relógios Invicta  | 18 | 6  | 7 | 5  | 61  | 71  | -10  | 37  |                          |
| 6   | Infante de Sagres    | 18 | 6  | 2 | 10 | 60  | 74  | -14  | 32  |                          |
| 7   | Juventude de Viana   | 18 | 4  | 5 | 9  | 41  | 68  | -27  | 31  |                          |
| 8   | Académica de Espinho | 18 | 5  | 3 | 10 | 62  | 81  | -19  | 31  |                          |
| 9   | CH Carvalhos         | 18 | 4  | 3 | 11 | 63  | 86  | -23  | 29  | II Divisão               |
| 10  | Riba de Ave HC       | 18 | 3  | 2 | 13 | 59  | 107 | -48  | 25  | II Divisão               |

#### Zona Sul
| Pos | Equipa              | J  | V  | E | D  | GM  | GS  | Diff | Pts | Qualificação/Despromoção |
| --- | ------------------- | -- | -- | - | -- | --- | --- | ---- | --- | ------------------------ |
| 1   | SL Benfica          | 18 | 14 | 3 | 1  | 105 | 48  | +57  | 49  | Apuramento do Campeão    |
| 2   | Sporting CP         | 18 | 12 | 3 | 3  | 107 | 76  | +31  | 45  | Apuramento do Campeão    |
| 3   | GD Sesimbra         | 18 | 10 | 3 | 5  | 65  | 40  | +25  | 41  | Apuramento do Campeão    |
| 4   | Belenenses          | 18 | 10 | 2 | 6  | 95  | 71  | +24  | 40  | Apuramento do Campeão    |
| 5   | GDS Cascais         | 18 | 9  | 2 | 7  | 85  | 71  | +14  | 38  |                          |
| 6   | Alenquer e Benfica  | 18 | 7  | 2 | 9  | 69  | 86  | -17  | 34  |                          |
| 7   | AD Oeiras           | 18 | 5  | 3 | 10 | 52  | 76  | -24  | 31  |                          |
| 8   | Parede FC           | 18 | 6  | 1 | 11 | 49  | 74  | -25  | 31  |                          |
| 9   | CD Paço de Arcos    | 18 | 5  | 1 | 12 | 53  | 77  | -24  | 29  | II Divisão               |
| 10  | Juventude Salesiana | 18 | 2  | 0 | 16 | 50  | 111 | -61  | 22  | II Divisão               |

### 2.ª Fase

#### Apuramento do Campeão
| Pos | Equipa         | J  | V | E | D  | GM | GS | Diff | Pts | Qualificação/Despromoção     |
| --- | -------------- | -- | - | - | -- | -- | -- | ---- | --- | ---------------------------- |
| 1   | SL Benfica     | 14 | 8 | 3 | 3  | 46 | 36 | +10  | 33  | Taça dos Campeões Europeus   |
| 2   | Sporting CP    | 14 | 7 | 3 | 4  | 63 | 43 | +20  | 31  | Taça dos Vencedores de Taças |
| 3   | AD Valongo     | 14 | 7 | 3 | 4  | 50 | 54 | -4   | 31  | Taça CERS                    |
| 4   | FC Porto       | 14 | 7 | 2 | 5  | 61 | 41 | +20  | 30  |                              |
| 5   | GD Sesimbra    | 14 | 6 | 2 | 6  | 54 | 56 | -2   | 28  | Taça CERS                    |
| 6   | Belenenses     | 14 | 6 | 0 | 8  | 61 | 72 | -11  | 26  |                              |
| 7   | UD Oliveirense | 14 | 4 | 3 | 7  | 48 | 49 | -1   | 25  |                              |
| 8   | AD Sanjoanense | 14 | 2 | 2 | 10 | 39 | 67 | -28  | 20  |                              |

Fonte:
| Campeão Nacional 1979/1980 |
| -------------------------- |
|                            |
| Benfica 14.° Título        |